# Misty Copelandová
Misty Danielle Copelandová, nepřechýleně Copeland, (* 10. září 1982 Kansas City) je americká baletka v American Ballet Theatre (ABT), jednom ze tří předních klasických baletních souborů ve Spojených státech. Dne 30. června 2015 se jako první Afroameričanka v 75leté historii ABT stala primabalerínou.
Misty byla považována za zázračné dítě, podařilo se jí prosadit se, přestože s baletem začala až ve 13 letech. O dva roky později, v roce 1998, vedli učitelé baletu Bradleyovi, kteří působili jako její dočasní opatrovníci, s její matkou soudní spor o opatrovnictví. Mezitím Misty, která již byla oceňovanou tanečnicí, dostávala různé profesionální nabídky. Právní záležitosti zahrnovaly podání žádosti o zplnoletnění ze strany Copelandové a soudní příkaz zamezující styku s Bradleyovými ze strany její matky. Obě strany nakonec od soudního řízení upustily a Misty začala studovat v jiné baletní škole pod vedením bývalé baletky ABT.
V roce 1997 získala ocenění Los Angeles Music Center Spotlight Award jako nejlepší tanečnice v jižní Kalifornii. Po dvou letních workshopech s ABT se v roce 2000 stala členkou jeho studiového souboru, v roce 2001 jeho baletního souboru a v roce 2007 se stala sólistkou ABT. Jako sólistka od roku 2007 do poloviny roku 2015 vyzrála v modernější a vytříbenější tanečnici.
Kromě taneční kariéry se Copelandová stala veřejně známou osobností, celebritou a jevištní umělkyní. Napsala dvě autobiografické knihy a namluvila dokumentární film o výzvách své kariéry A Ballerina's Tale (Příběh baletky). V roce 2015 ji časopis Time zařadil mezi 100 nejvlivnějších lidí světa a objevila se na jeho obálce.

## Dětství a mládí
Misty se narodila v Kansas City ve státě Missouri, ale vyrůstala v San Pedro v Los Angeles v Kalifornii. Její otec Doug Copeland je německého a afroamerického původu, zatímco matka Sylvie DelaCerna má italské a afroamerické předky a adoptovali ji afroameričtí rodiče. Misty je nejmladší ze čtyř dětí z matčina druhého manželství a má dva mladší nevlastní sourozence z matčina třetího a čtvrtého manželství. Matka je bývalá roztleskávačka Kansas City Chiefs, vystudovala tanec, je vyučenou zdravotní asistentkou, ale pracovala převážně v obchodě. S otcem se Misty nestýkala od svých dvou do dvaadvaceti let.
Do svých sedmi let žila s matkou a jejím třetím manželem Haroldem Brownem v Bellfloweru v Kalifornii. Rodina se přestěhovala do San Pedra, kde se matka později počtvrté provdala za radiologa Roberta DelaCerna, a kde Misty navštěvovala základní školu Point Fermin. Ve třinácti letech začala chodit na hodiny baletu k Cynthii Bradleyové, která se svým mužem vedla malou místní baletní školu v San Pedro. Už po třech měsících byla Misty schopná tančit na špičkách.
V roce 1994 se matka s Robertem DelaCerna rozešla a přestěhovala se s dětmi z prostorného domu do hotelu u dálnice Sunset Inn v Gardeně. Misty čekalo dlouhé dvouhodinové dojíždění autobusem do školy a pak domů z baletních tréninků. Kvůli tomu matka rozhodla, že Misty bude muset s baletem skončit. Cynthia Bradleyová, která rozpoznala dívčin obrovský talent, chtěla, aby Misty s baletem pokračovala, a proto přišla s nabídkou, že by Misty mohla bydlet s její rodinou. DelaCerna s tím nakonec souhlasila a Misty se přestěhovala k Bradleyovým, kde trávila všední dny, zatímco na víkendy jezdila domů k matce. U Bradleyových strávila Misty většinu z následujících tří let a měla zde možnost se seznámit s různými videi a knihami o baletu. Ve čtrnácti letech se stala vítězkou národní baletní soutěže a získala svou první sólovou roli.
V té době se Bradleyovi věnovali Misty mnohem víc než se jí mohla věnovat vlastní matka, která měla dalších pět dětí a musela se věnovat všem. Paní Bradleyová začala Misty v létě před jejími patnáctými narozeninami vyučovat doma, aby mohla více času věnovat baletu. V patnácti letech, v březnu 1998, vyhrála Misty první místo v soutěži Los Angeles Music Center Spotlight Awards.

## Spor o opatrovnictví
Asi po třech letech strávených s Bradleyovými se Misty vrátila domů k matce, ale často se hádaly. Matce se od začátku nelíbil vliv Bradleyových a proto chtěla, aby se u nich Misty přestala balet učit. Misty byla strachem bez sebe, že nebude moci tančit a chtěla podat žádost o zplnoletnění. Mezi mladými umělci byl takový postup běžný, aby si zajistili finanční a bytovou nezávislost.
Bradleyovi Misty seznámili s právníkem Stevenem Bartellem, který jí celý proces vysvětlil a žádost o zplnoletnění v jejím zastoupení podal. Matka Misty u soudu usilovala o její zákaz styku s Bradleyovými. Celý spor byl silně medializován. Misty se po dobu řízení ve věci zletilosti na tři dny ukryla u kamarádky, ale nakonec byly obě žaloby staženy. Misty se vrátila k matce, znovu se zapsala na střední školu San Pedro High School, aby mohla maturovat v původním ročníku a začala studovat balet v Lauridsen Ballet Centre v Torrance u bývalé tanečnice ABT Diane Lauridsenové. S ohledem na školní docházku byl čas věnovaný baletu nyní omezen pouze na odpoledne.

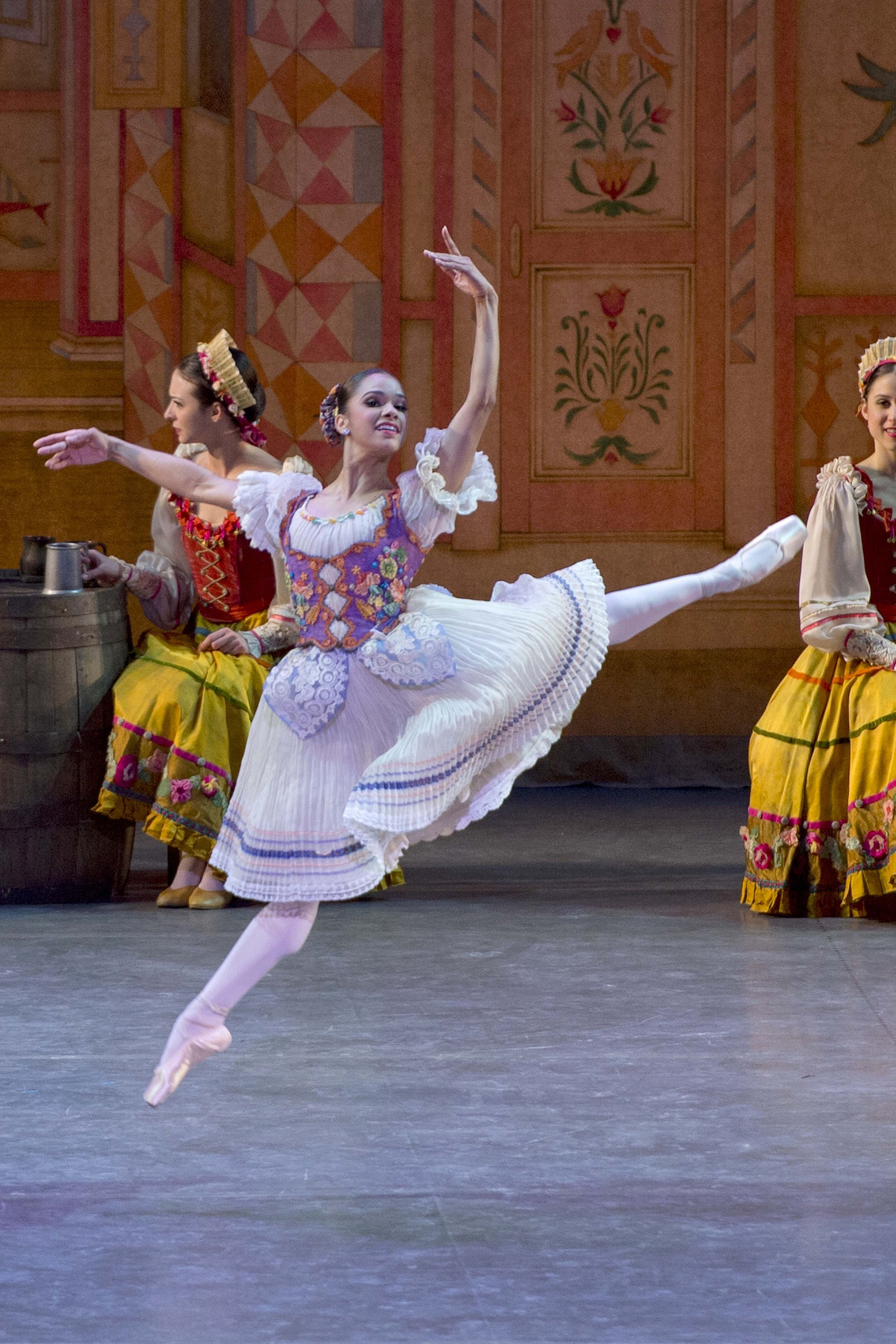
V baletu Coppelia v roce 2014

## Profesní život
Misty Copelandová nastoupila do studiového souboru American Ballet Theatre (ABT) v září 2000, v roce 2001 získala stálé angažmá jako členka baletního souboru a v roce 2007 se stala sólistkou. V roce 2009 spolupracovala s Princem, objevila se ve videoklipu ke cover verzi písně Crimson and Clover, prvního singlu z jeho alba Lotusflower. V roce 2012 dostala svou první titulní roli v Ptáku Ohnivákovi v choreografii Alexeje Ratmanského. Dne 30. června 2015 se stala první afroamerickou primabalerínou v 75leté historii American Ballet Theatre a stala se teprve druhou Afroameričankou na této pozici v klasickém baletu v USA.

## Osobní život
Copelandová ráda vaří. Se svým manželem, právníkem Olu Evansem, žije na manhattanské Upper West Side. Zasnoubení pár zveřejnil v roce 2015 na titulní straně časopisu Essence. Vzali se 31. července 2016 v Kalifornii. Mají spolu syna, který se narodil v roce 2022.

## Literární a charitativní činnost
V roce 2014 vydala Copelandová společně s Charisse Jonesovou paměti s názvem Life in Motion: An Unlikely Ballerina (Život v pohybu: neobvyklá balerína). V témže roce vydala s ilustrátorem Christopherem Myersem obrázkovou knihu pro děti s názvem Firebird (Pták Ohnivák), která obsahuje poselství o posílení postavení mladých barevných lidí. V roce 2017 vydala průvodce zdravím a fitness Ballerina Body (Tělo baletky). V roce 2020 vyšla další kniha pro děti Bunheads (Zajíčci) a v roce 2021 vydala knihu Black Ballerinas: My Journey to Our Legacy (Černé baletky: cesta k našemu odkazu). V roce 2022 napsala společně se Susan Fales-Hillovou další memoárovou knihu The Wind at My Back: Resilience, Grace, and Other Gifts from My Mentor, Raven Wilkinson (Vítr v zádech: vytrvalost, půvab a další dary od mé mentorky Raven Wilkinsonové).
V únoru 2016 Copelandová spolu s prezidentem Barackem Obamou poskytli rozhovor pro časopisy Time a Essence na téma rasy, pohlaví, úspěchu a vytváření příležitostí pro mladé lidi. Tentýž měsíc se prošla po molu na newyorském týdnu módy, aby podpořila kampaň Americké kardiologické společnosti „Go Red for Women“, jejímž cílem je zvýšit povědomí o nebezpečí srdečních onemocnění u žen.
Copelandová spoluzaložila projekt Swans for Relief (Labutě pomáhají). V květnu 2020 shromáždili videa natočená 32 baletkami ze 14 zemí (včetně Copelandové), které tančily Umírající labuť. Výsledné video na YouTube shromažďuje finanční prostředky pro taneční společnosti jednotlivých baletek na pomoc s dopady pandemie covidu a podporu taneční komunity.
V roce 2022 založila Copelandová nadaci The Misty Copeland Foundation. Nadace nabízí mimoškolní programy pro děti ve věku 8 až 10 let, které kombinují cenově dostupný baletní trénink v komunitách, kde žijí, spolu s prvky zdraví a wellness, hudební výchovy, mentoringu a obecného doučování.